# 北丰县 (辽东郡)
北丰县，东汉末年在东北设置的一县，治所在今辽宁省瓦房店市，属辽东郡。西晋时期废置。《资治通鉴》中记载的：南朝宋元嘉十五年（公元438年），北燕王馮弘奔高丽，之后又图南奔，被杀于北丰，此处的北丰就是指北丰县。